# Van der Giessen-De Noord
Das niederländische Schiffbauunternehmen Van der Giessen-De Noord NV bestand von 1883 bis 2003. Es betrieb Schiff- und Maschinenbau mit Werften in Krimpen aan den IJssel und Alblasserdam.

## Geschichte

### Vorgeschichte

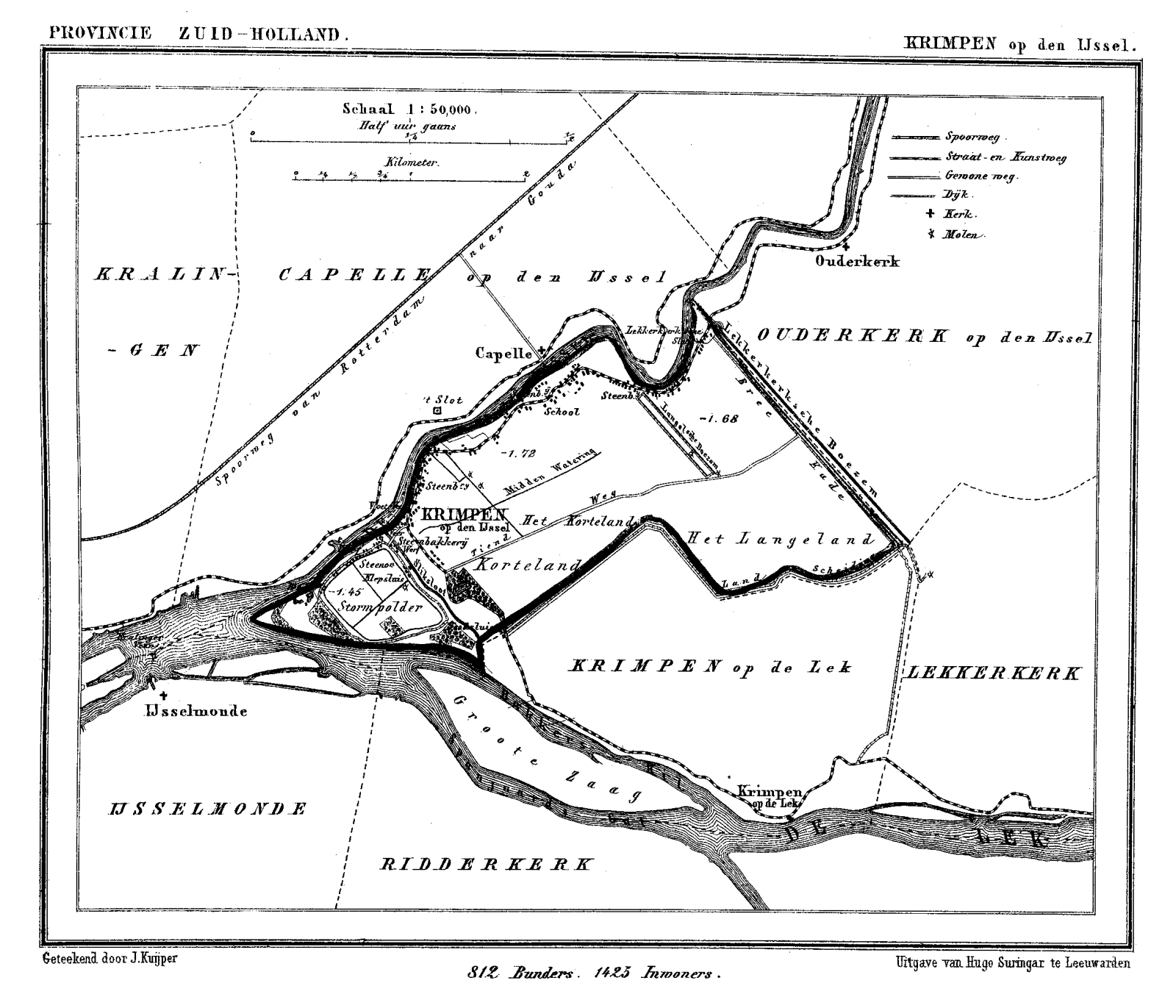
Karte von 1867 mit der Ursprungswerft zwischen Krimpen und Stormpolder

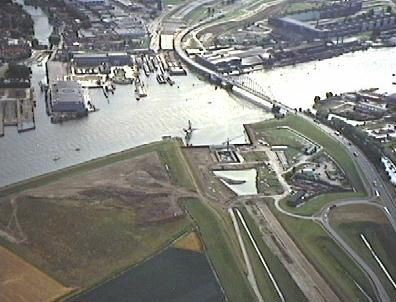
Luftbild der Werft „De Noord“

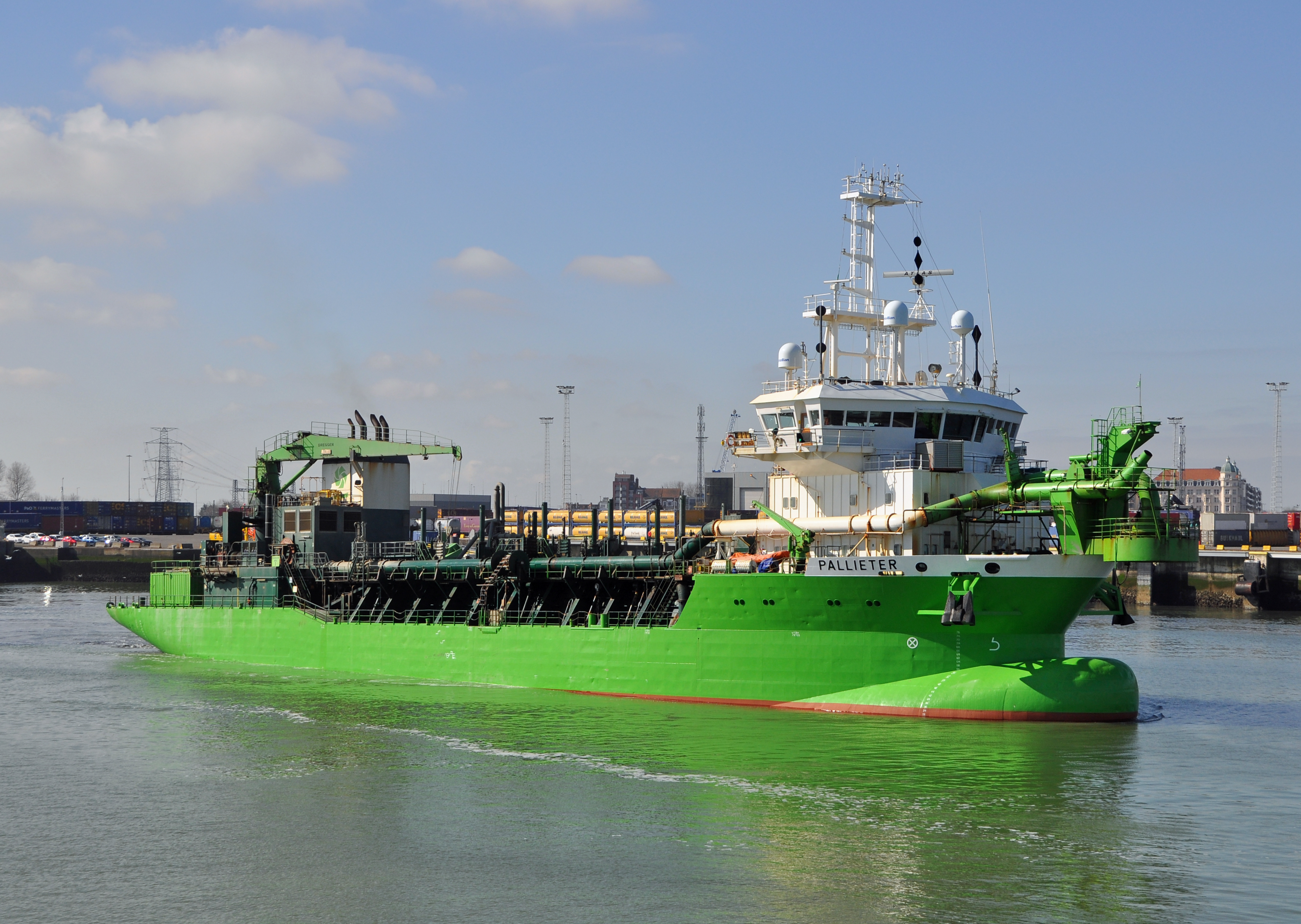
Der letzte Bau der Werft, die Pallieter

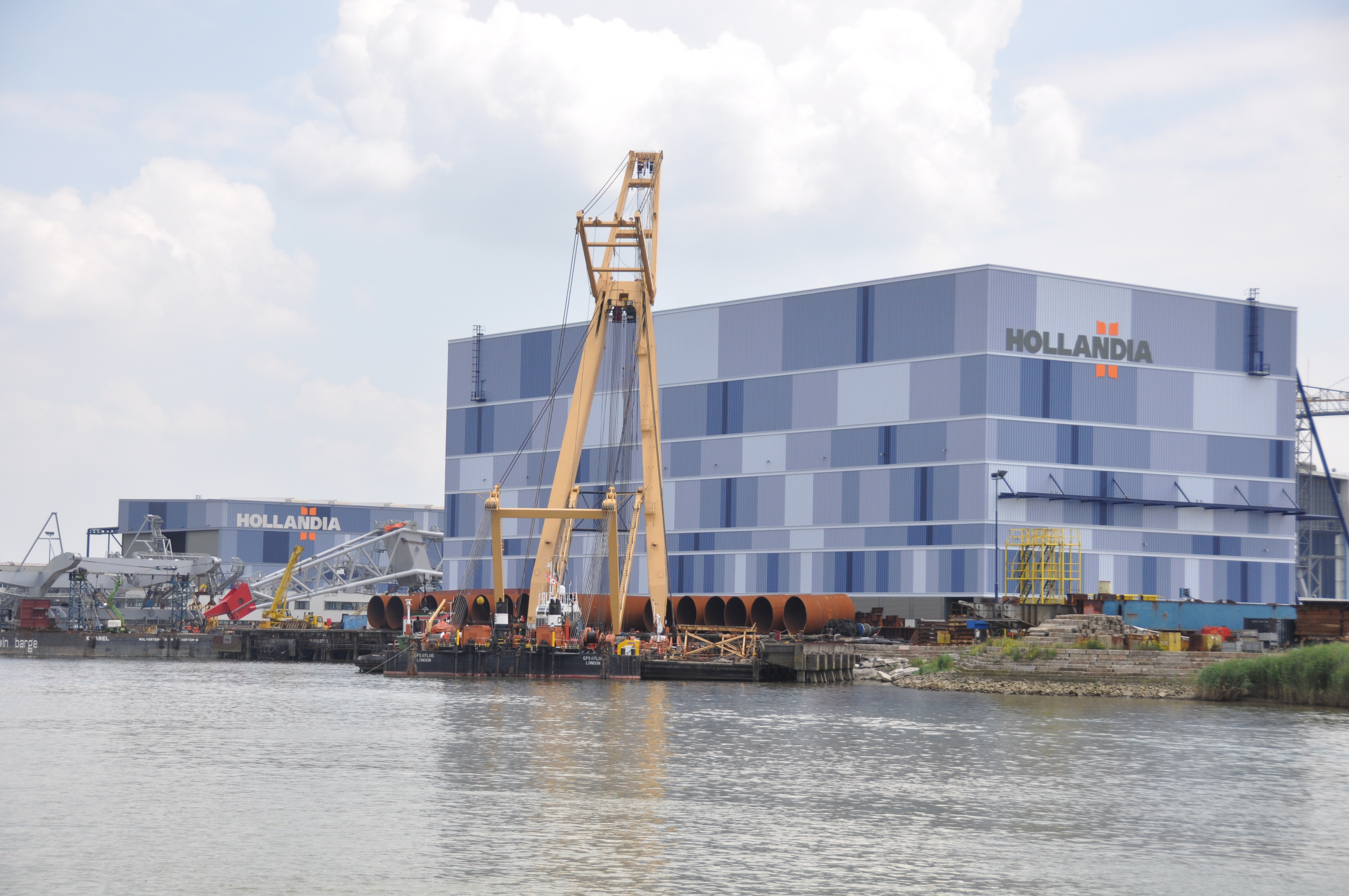
Der Schwimmkran Atlas an der heutigen Werft

Die Wurzeln des Unternehmens gehen auf die Zeit vor 1810 zurück; Zu dieser Zeit arbeitete Arie van der Giessen als Geschäftsführer auf der Holzschiffswerft seines Onkels Arie van den Hoek jr. in Stormpolder. 1820 erbte der dreißigjährige Arie van der Giessen die Werft seines Onkels und betrieb sie mit rund zehn Schiffszimmerergesellen weiter. In der Hauptsache wurden Schiffsreparaturen betrieben und einzelne Binnenschiffe auf eigene Rechnung gebaut, die man vermietete.
Beim Tod Arie van der Giessens im Jahr 1840 lag der Schiffbau darnieder. Der Werftbetrieb wurde unter der Leitung der Witwe Neetlje Pannevis mit Aries Söhnen Arie und Cornelis fortgeführt. Die Situation besserte sich, und 1853 begann man den Bau der seegehenden Bark Vriendentrouw. Meinungsverschiedenheiten zwischen Arie und Cornelis führten jedoch 1859 zur Aufspaltung des Betriebs. Cornelis übernahm den Ostteil der Werft mit zwei Hellingen und einer Schmiede, den er unter dem Namen „De Hoop“ weiterführte; den Westteil mit einer Helling behielt Arie.
Bei „De Hoop“ stellte man sich auf den Bau seegehender Segelschiffe ein, baute jedoch weiterhin Binnenschiffe. Es folgten zunächst einige schlechte Jahre, da die Niederlande von einer aus Großbritannien ausgehenden Wirtschaftskrise betroffen wurden. Erst 1862 erhielt „De Hoop“ den ersten Auftrag, ein großes Schiff, die Fregatte Zuid-Holland, zu bauen. Mit 1292 Tonnen war sie das größte bisher von der Werft gebaute Schiff.

### Gründung
Den Grundstein des eigentlichen Unternehmens Van der Giessen-De Noord legte Cornelis im Jahr 1883, als er eine Schiffswerft im Westen Stormpolders kaufte, die den Namen „de Nijverheid“ erhielt. Anfangs wurden dort Binnenschiffe repariert. Nachdem Cornelis’ Söhne Jan und Arie mit in den Betrieb eingetreten waren, wurde das Betriebsgelände vergrößert und der Betrieb schließlich bis 1892 mit der notwendigen Ausrüstung zum Bau eiserner Schiffe versehen. 1895 trat Cornelis van der Giessen zurück und überließ seinen Söhnen Jan und Arie die Führung des Unternehmens, das daraufhin in Cornelis van der Giessen & Zonen umbenannt wurde.
Während „de Nijverheid“ als Nächstes mit einer Schiffsschmiede versehen wurde, bereitete man „De Hoop“ auf den Bau von Eisenschiffen bis zu einer Länge von 63 Metern vor. Um 1900 hatte das Unternehmen rund 150 Mitarbeiter. Im Jahr 1908 erwarben Jan und Arie auch die Werft ihres Onkels Arie und machten damit die Aufspaltung des Ursprungsbetriebes rückgängig. Bis 1914 wurden zahlreiche Binnen- und einzelne Seeschiffe für deutsche Rechnung gebaut. Nach Ausbruch des Ersten Weltkriegs wendete man sich verstärkt dem Bau von Seeschiffen zu. Die Leitung des Unternehmens wurde unterdessen in die Hände von Aries Sohn, Cornelis van der Giessen, und Pieter Cornelis, den Sohn Jans, gelegt. Diese erhielten ihre Ausbildung an der Höheren Schiffbauschule in Bremen und der Werft William Hamilton & Company in Glasgow.

### Nachkriegsjahre
Zwischen 1948 und 1950 baute die Werft sechs Schiffe der KPM Si-Klasse für die Koninklijke Paketvaart Maatschappij. 1962 fusionierte die N.V. C. van der Giessen & Zonen's Scheepswerven in Krimpen an den IJssel mit der Werf „De Noord“ aus Alblasserdam zur Van der Giessen-De Noord. Ab 1968 begann die Werft bei der Verwaltung und Konstruktion Computer einzusetzen und Ende der 1970er Jahre baute das Unternehmen in Krimpen für 87 Millionen Gulden eine 264 Meter lange, 97 Meter breite und 52 Meter hohe Schiffbauhalle, seinerzeit die größte überdachte Schiffbauhelling weltweit.
Zum Ende des Kalten Krieges verringerten sich die Neubauaufträge, insbesondere die Marineaufträge. Trotzdem wurde 1990 auch auf der Werf „De Noord“ in Alblasserdam eine neue Schiffbauhalle gebaut, die man mangels Neubauaufträgen an das Yachtbauunternehmen Oceanco veräußerte. „De Noord“ fungierte danach lediglich noch als Reparaturwerft und fertigte weiterhin Sektionen für das Hauptunternehmen in Krimpen aan de IJssel zu bauen.
In den letzten Jahrzehnten des 20. Jahrhunderts konzentrierte sich Van der Giessen-De Noord besonders auf den Bau von schnellen RoRo/Passagierfähren und den Umbau sowie die Wartung von Marineschiffen. Des Weiteren betrieb man Van der Giessen-De Noord Pipe Systems, die anspruchsvolle Schiffbau- und Offshore-Rohrsysteme herstellten, eine Flughafenabteilung, die Flughafeninstallationen und Einrichtungen, wie Check-In- und Sicherheitssysteme, sowie andere besonders spezialisierte Flughafenausrüstungen herstellte und einbaute. Daneben arbeitete eine Immobilientochtergesellschaft sowie ein Tochterunternehmen, das sich mit Bau von Einfamilienhäusern beschäftigte. Der zivile Schiffbau mit dem Rohrsystembau zeichnete 1996 für rund 94 % des Umsatzes verantwortlich, der Marineschiffbau für 4 % und die Flughafensparte für 2 %.

### Die letzten Jahre
Van der Giessen-De Noord wurde 1997 von IHC-Caland (später SBM Offshore) übernommen, aber unter eigenem Namen weitergeführt. Drei Jahre darauf plante man einen Ausbau des Schiffbaubetriebes nach Alblasserdam-Süd, es blieb aber beim Sektionsbau. Ab demselben Jahr 2000 erhielt die Hauptwerft keine weiteren Schiffbaubeihilfen und keine neuen Bauaufträge. Nachdem die Pascal Paoli, im Mai 2003 als letztes fertiggestelltes Schiff an die Reederei SNCM abgeliefert worden war, wurde noch mit dem Bau des letzten Neubaus, dem Schwimmbagger Pallieter, begonnen, der im Oktober 2003 zu Wasser gelassen und von IHC Holland Dredgers in Kinderdijk fertiggestellt wurde. Die N.V. Van Der Giessen-De Noord ging im Oktober 2003 in Liquidation.
Die Werftanlagen gehören heute dem Stahlbauunternehmen Hollandia.